# Paek Hak-rim
Paek Hak-rim (tiếng Triều Tiên: 백학림; Hancha: 白鶴林, Bạch Hạc Lâm; 1918-2006) là một chính khách và tướng lĩnh cao cấp Cộng hòa Dân chủ Nhân dân Triều Tiên, từng giữ nhiều chức vụ cấp cao, bao gồm là thành viên Ủy ban Quốc phòng từ năm 1998 đến 2003. Ông là đại biểu Hội đồng Nhân dân Tối cao các khóa 4 (1967), 7 (1982), 8 (1986), 9 (1990), 10 (1998) và 11 (2003).

## Cuộc đời và sự nghiệp
Paek sinh năm 1918, người tỉnh Nam Pyongan. Giữa thập niên 1930, ông tham gia đội quân du kích do Kim Nhật Thành lãnh đạo, hoạt động cho phong trào độc lập Triều Tiên chống lại ách cai trị của Đế quốc Nhật Bản, từng tham gia trận Pochonbo năm 1937. Đầu thập niên 1940, quân Nhật truy quét dữ dội lực lượng du kích của Kim Nhật Thành. Ông cùng các đồng chí trốn thoát sang Liên Xô và gia nhập Hồng quân. Ông chiến đấu cho Hồng quân đến hết Thế chiến thứ hai với vai trò là một trinh sát viên.
Sau khi chiến tranh kết thúc, Hồng quân tiến vào Bắc Triều Tiên để giải giới quân Nhật. Ông cùng các cựu binh Triều Tiên trong Hồng quân trở về quê hương, được Liên Xô hậu thuẫn để nắm các vị trí trọng yếu trong chính quyền Triều Tiên hậu chiến. Quân đội Nhân dân Triều Tiên được thành lập, ông trở thành một trong những chỉ huy đầu tiên của đội quân non trẻ của chính quyền Cộng hòa Dân chủ Nhân dân Triều Tiên. Ông được cử đi học thêm về chính trị và tốt nghiệp Học viên Chính trị Đảng Lao động vào năm 1950.
Chiến tranh Triều Tiên nổ ra. Paek cùng với đội quân mình ban đầu giành được những thắng lợi nhanh chóng. Tuy nhiên, khi phải đối đầu quân đội Mỹ hiện đại và thiện chiến, Bắc Triều Tiên rơi vào thế thất bại cũng nhanh không kém. Với việc Chí nguyện quân Trung Quốc tham chiến và nắm quyền chỉ huy, quân Bắc Triều Tiên chỉ còn giữ vai trò phụ lực cho đến hết chiến tranh.
Sau chiến tranh, Bắc Triều Tiên cải tổ lại quân đội theo chính sách Tiên quân. Là một đồng chí thân tín lâu năm của Kim Nhật Thành, Paek nhanh chóng thăng tiến trong sự nghiệp quân sự lẫn chính trị. Năm 1958, ông được thăng quân hàm Thiếu tướng. Năm 1961, ông được bổ nhiệm làm Phó giám đốc Sở An ninh Xã hội (tiền thân của Bộ An ninh Xã hội). Năm 1962, chuyển sang Cục trưởng Cục An ninh Chính trị, Sở Bảo vệ Dân tộc (tiền thân của Bộ Lực lượng Vũ trang Nhân dân, tức Bộ Quốc phòng), thăng quân hàm Trung tướng.
Tháng 3 năm 1970, ông được bổ nhiệm làm Thứ trưởng Bộ An ninh Xã hội. Tháng 11 cùng năm, ông được bầu làm Ủy viên Ủy ban Trung ương Đảng Lao động Triều Tiên. Tháng 8 năm 1978, ông được bổ nhiệm làm Thứ trưởng Bộ Lực lượng Vũ trang Nhân dân. Tháng 10 năm 1980, ông được bầu làm Ủy viên Cục Chính trị Ủy ban Trung ương Đảng Lao động Triều Tiên, Ủy viên Quân ủy Trung ương.
Tháng 10 năm 1985, ông được bổ nhiệm làm Bộ trưởng Bộ An ninh Xã hội, thăng quân hàm Đại tướng. Tháng 5 năm 1990, ông được bầu làm Phó Ban Pháp chế Hội đồng Nhân dân Tối cao. Tháng 4 năm 1992, được thăng quân hàm Phó Nguyên soái.
Tháng 8 năm 1998, ông được bầu làm Ủy viên Ủy ban Quốc phòng, Trưởng Ban Pháp chế Hội đồng Nhân dân Tối cao. Tháng 9 năm 1999, một lần nữa ông được bổ nhiệm chức vụ Bộ trưởng Bộ An ninh Xã hội. Ông giữ chức vụ này cho đến tháng 7 năm 2003.
Tháng 9 năm 2003, ông vẫn tái đắc cử là đại biểu Hội đồng Nhân dân Tối cao nhưng không là thành viên Ủy ban Quốc phòng.
Paek chết vì xuất huyết não vào lúc 2 giờ chiều ngày 5 tháng 10 năm 2006. Ngày hôm sau, một vòng hoa đã được Kim Jong-il gửi đến đám tang của ông và các cáo phó khen ngợi đã được phát hành thông qua các phương tiện truyền thông của Triều Tiên.

## Giải thưởng
- Huân chương Kim Nhật Thành (1982)
- Anh hùng nước cộng hòa (1992)

## Công trình
- Paek Hak-rim (1977). “On Our Way to the Homeland”. As He Leads the Revolution, for the Freedom and Liberation of the People. Pyongyang: Foreign Languages Publishing House. OCLC 6198041.